# José Fornaris
José Fornaris y Luque (Bayamo, 18 de marzo de 1827-La Habana, 19 de septiembre de 1890) fue un poeta cubano. 

## Biografía
Nació en Bayamo, antiguo departamento Oriental —actualmente provincia de Granma— el 18 de marzo de 1827. Cursó la enseñanza primaria en el Seminario de San Basilio el Magno, de Santiago de Cuba desde 1835. Estudió en La Habana a partir de 1840, en el Colegio de San Fernando y más tarde en la Universidad, donde se graduó de bachiller en Leyes (1844) y de licenciado en Leyes (1852). Entre esas dos fechas tomó posesión en Bayamo del cargo —heredado de su padre— de regidor del Ayuntamiento. Publicó sus primeros ensayos literarios en La Prensa y participó en la conspiración de 1851. En 1852 fue encarcelado en Palma Soriano durante cinco meses con Carlos Manuel de Céspedes y Lucas del Castillo. Recibido de abogado en Puerto Príncipe (1853), regresó a Bayamo para ejercer. A partir de 1854 alterna su vida entre Bayamo y La Habana. En 1855 publicó sus Cantos del siboney, recogidos en Poesías de José Fornaris, con los cuales dio gran impulso al Siboneyismo. En 1859 recopiló con Joaquín Lorenzo Luaces Cuba poética; colección escogida de las composiciones en verso de los poetas cubanos desde Zequeira hasta ese momento. Fue codirector de Floresta Cubana (1855-1856), La Piragua (1856) y Cuba Literaria (1861-1862). Cuando su amigo Céspedes, a cuya solicitud escribiera los versos de La Bayamesa, pieza que está considerada como la primera de carácter patriótico del quehacer musical cubano, inició la Guerra de los Diez Años, Fornaris no quiso comprometerse y permaneció en La Habana. En 1870 viajó por España, Francia e Italia. 
En la larga lista de colaboraciones con revistas y publicaciones culturales aparecen: La Abeja, El Colibrí, El Almendares, Revista de La Habana, Civilización, El Siglo, La Prensa, Correo de la tarde, Álbum Cubano de lo Bueno y lo Bello, Aguinaldo Habanero, Camafeos, Revista Habanera, El País, Ateneo, La Aurora y Revista de Cuba. Consagró sus últimos años a la enseñanza y como siempre a las letras.
El 19 de septiembre de 1890 falleció en La Habana, quien fue el más popular cantor de la vida de los indios. Sus versos alcanzaron notoriedad y muchos de ellos fueron musicalizados. Obtuvo gran popularidad no solo por su calidad como versificador, sino de manera esencial por ser portavoz de los sentimientos patrióticos de los criollos. En sus versos él describió la vida y costumbres de los primitivos habitantes de Cuba de los que se tenían muy indirectas referencias, ya que los aborígenes antillanos desaparecieron casi totalmente durante el siglo xvi, debido a la cruel explotación a que fueron sometidos por los colonizadores españoles.

## Valoraciones
El artista cubano Samuel Feijóo describió a José Fornaris como «creador del siboneísmo, de desafiante poética, llega en su exaltación por todo lo cubano, en su fijación patriótica necesaria, a clavarse en las entrañas del cielo de la Isla». El crítico literario José Antonio Portuondo dijo que sus poemas son «incorrectos hasta el ripio y el prosaísmo frecuentes, los poemas siboneístas de Fornaris describen una sociedad primitiva ideal, de pura ascendencia romántica». El escritor Cintio Vitier lo describió como «un poeta afluente y superficial. Su rasgo más simpático, que a veces nos desarma, es el amor delirante y obsesivo por Cuba (...) Su relativos aciertos están en el tono blanco, suavemente voluptuoso y paradisíaco, de algunos pasajes de los Cantos del Siboney».